# Lanist
Lanistul (din etruscă: Lanista) era proprietarul școlilor de gladiatori din Roma Antică. Venea din patura superioară a societății, dar nu avea ascendent politic în viața politică a Romei. Ca antrenor al gladiatorilor, acesta numea un Doctore (de regulă sclav cu experiență în luptele de gladiatori). În școlile de gladiatori, sclavii cumpărați de lanist erau inițiați în arta spadei și a scrimei pentru a fi aruncați în luptă în arenele de gladiatori împotriva unor adversari similari sau împotriva animalelor sălbatice.